# Menno Vloon
Menno Vloon  (né le 11 mai 1994 à Zaandam) est un athlète néerlandais, spécialiste du saut à la perche.

## Biographie
Le 10 juin 2017, à Deux-Ponts, il franchit 5,85 m et améliore de 4 cm le record des Pays-Bas en plein air que détenait Rens Blom depuis 2004. Son ancien record était de 5,60 m, qu'il bat trois fois lors de cette compétition. Le 1er août, à Leverkusen, il remporte le meeting avec 5,76 m devant Shawnacy Barber, 5,71 m et Arnaud Art, 5,71 m.
Le 27 février 2021, à Aubière, il franchit 5,96 m et améliore ainsi le record des Pays-Bas en salle.
En 2022, il se qualifie pour la finale des championnats du monde mais ne peut franchir de barre. Il fait de même aux championnats d'Europe. En fin de saison, il améliore son record en plein air lors du meeting ISTAF Berlin en réussissant 5,88 m. Deux ans plus tard, il porte son record à 5,92 m, toujours à Berlin.

## Palmarès
| Date | Compétition                        | Lieu                               | Résultat | Marque  |
| ---- | ---------------------------------- | ---------------------------------- | -------- | ------- |
| 2017 | Championnats d'Europe par équipes  | Lille                              | 6e       | 5,30 m  |
| 2018 | Circuit mondial en salle de l'IAAF | Circuit mondial en salle de l'IAAF | 8e       | détails |
| 2021 | Championnats d'Europe en salle     | Toruń                              | 5e       | 5,70 m  |
| 2021 | Jeux olympiques                    | Tokyo                              | 13e      | 5,55 m  |
| 2023 | Jeux européens                     | Chorzów                            | 1er      | 5,85 m  |
| 2024 | Championnats du monde en salle     | Glasgow                            | 8e       | 5,65 m  |
| 2024 | Jeux olympiques                    | Paris                              | 11e      | 5,70 m  |
| 2025 | Championnats d'Europe en salle     | Apeldoorn                          | 1er      | 5,90 m  |

## Records
| Épreuve          | Épreuve   | Marque      | Lieu    | Date             |
| ---------------- | --------- | ----------- | ------- | ---------------- |
| Saut à la perche | Plein air | 5,92 m (NR) | Berlin  | 2 septembre 2024 |
| Saut à la perche | En salle  | 5,96 m (NR) | Aubière | 27 février 2021  |